# Lophiostoma suaedicola
Lophiostoma suaedicola är en svampart som beskrevs av C. Lechat 2008. Lophiostoma suaedicola ingår i släktet Lophiostoma och familjen Lophiostomataceae.   Inga underarter finns listade i Catalogue of Life.